# Biporispora
Biporispora — рід грибів. Назва вперше опублікована 1999 року.

## Класифікація
До роду Biporispora відносять 1 вид:
- Biporispora europaea